# Маровейне
Маровейне (нід. Marowijne) - округ Суринаму, розташований на північно-східному узбережжі. Адміністративний центр - місто Албіна, інші міста - Мунго і Ван Хаті.
Населення округу - 16642 чоловік (2004), площа - 4627 км² .

## Населення
В окрузі Маровейне живуть марони - нащадки рабів, які втекли з плантацій від голландських господарів, особливо з величезних плантацій Суринаму XVII століття.
За переписом населення 2012 етнічний склад населення провінції був такий:
| національність | % від населення |
| -------------- | --------------- |
| індосуринамці  | 9,1%            |
| маруни         | 71,6%           |
| яванці         | 6,7%            |
| змішані        | 6,1%            |

## Економіка
На початку XX століття в окрузі Маровейне були знайдені родовища бокситів, що викликало сплеск активності в гірничої промисловості і серйозно збагатило країну. В окрузі також добре розвинений туризм.